# Prima guerra anglo-afghana

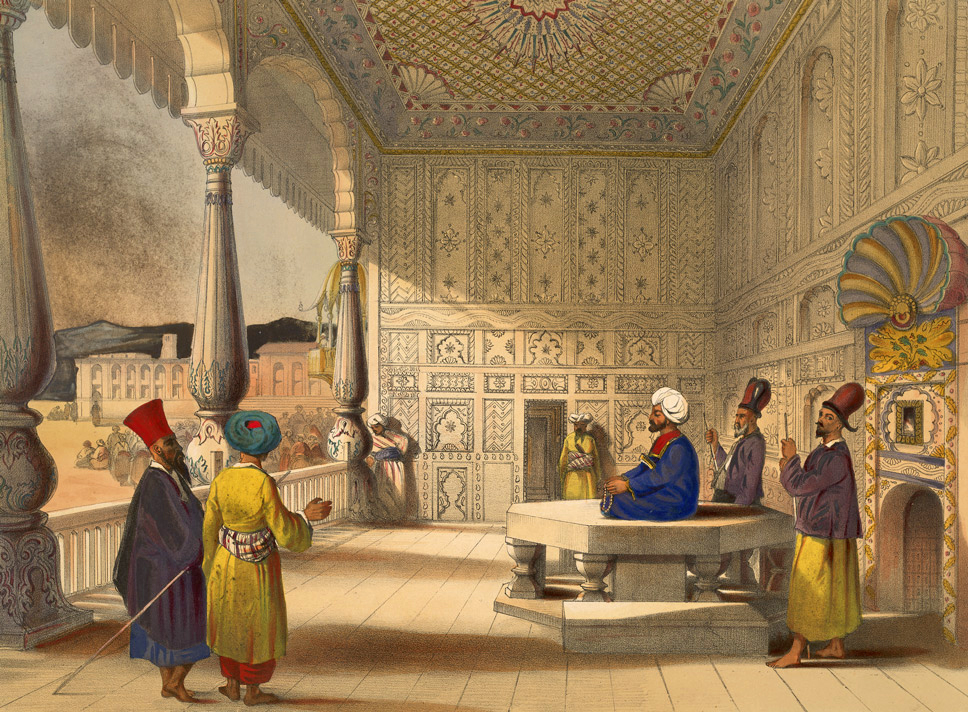
Il forte (Bala Hisar) di Kabul nel 1839 all'epoca dell'insediamento di Shujah Shah

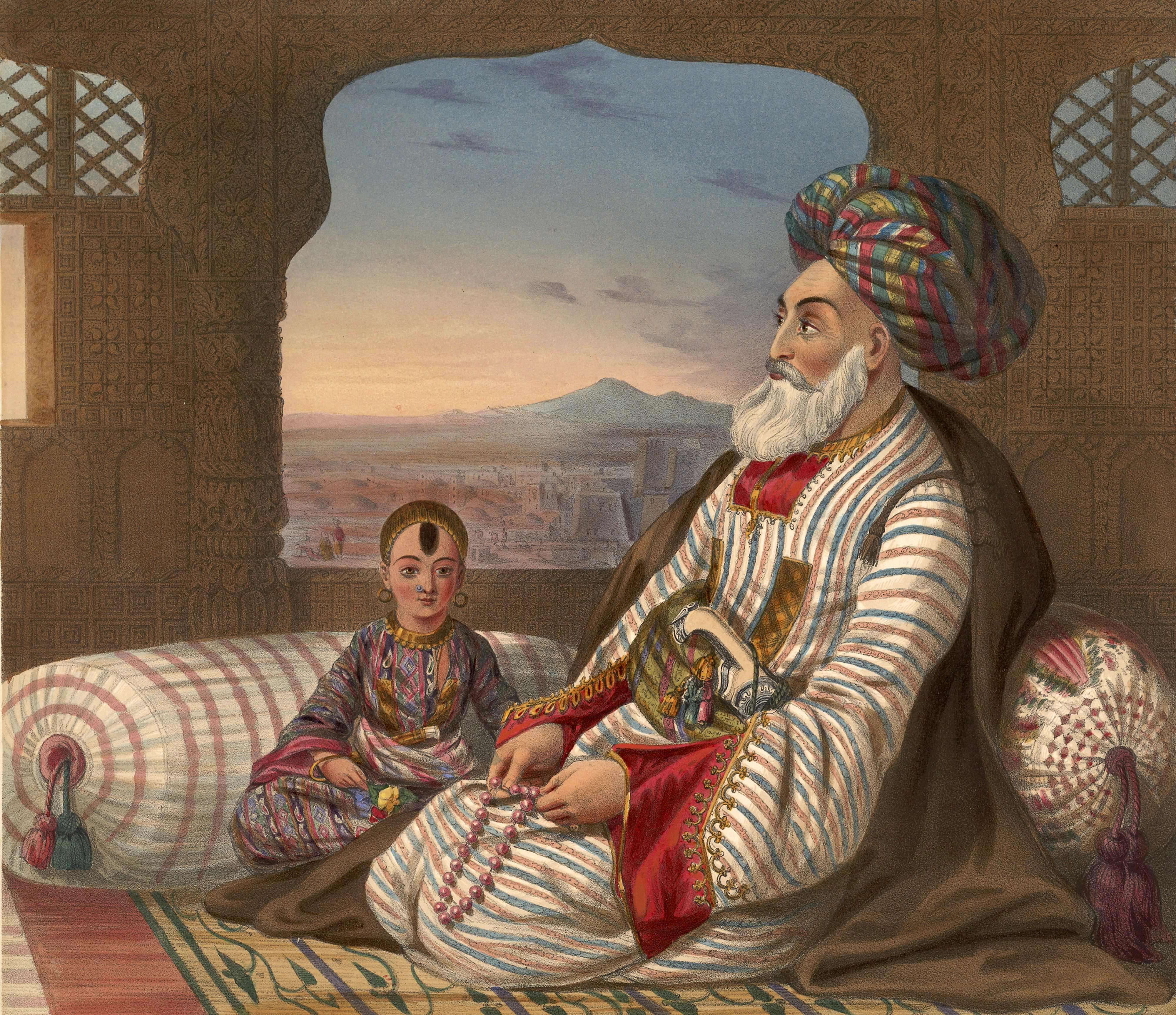
Dost Mohammed Khan con un figlio

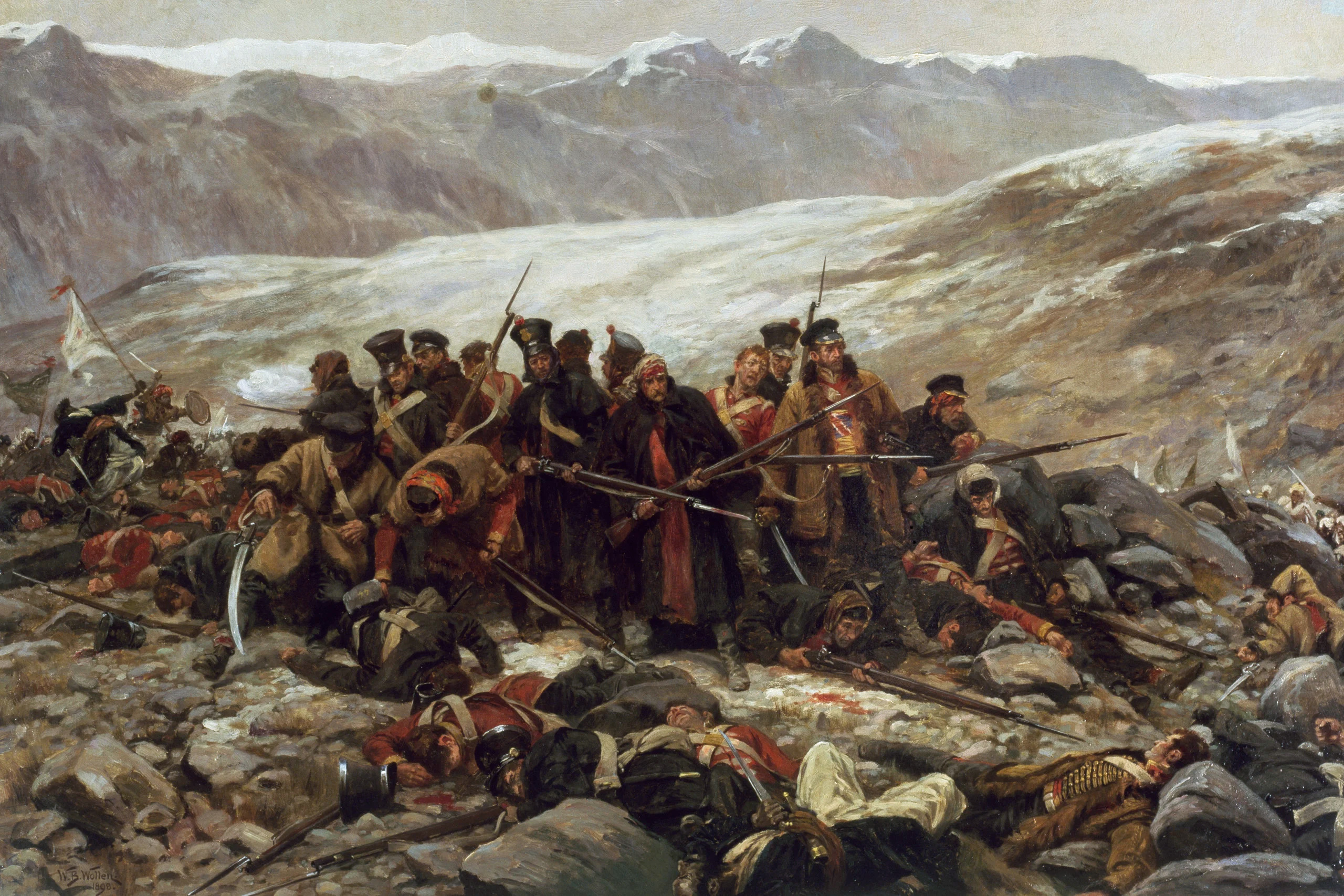
L'ultima disperata difesa del 44th Regiment of Foot a Gandamak

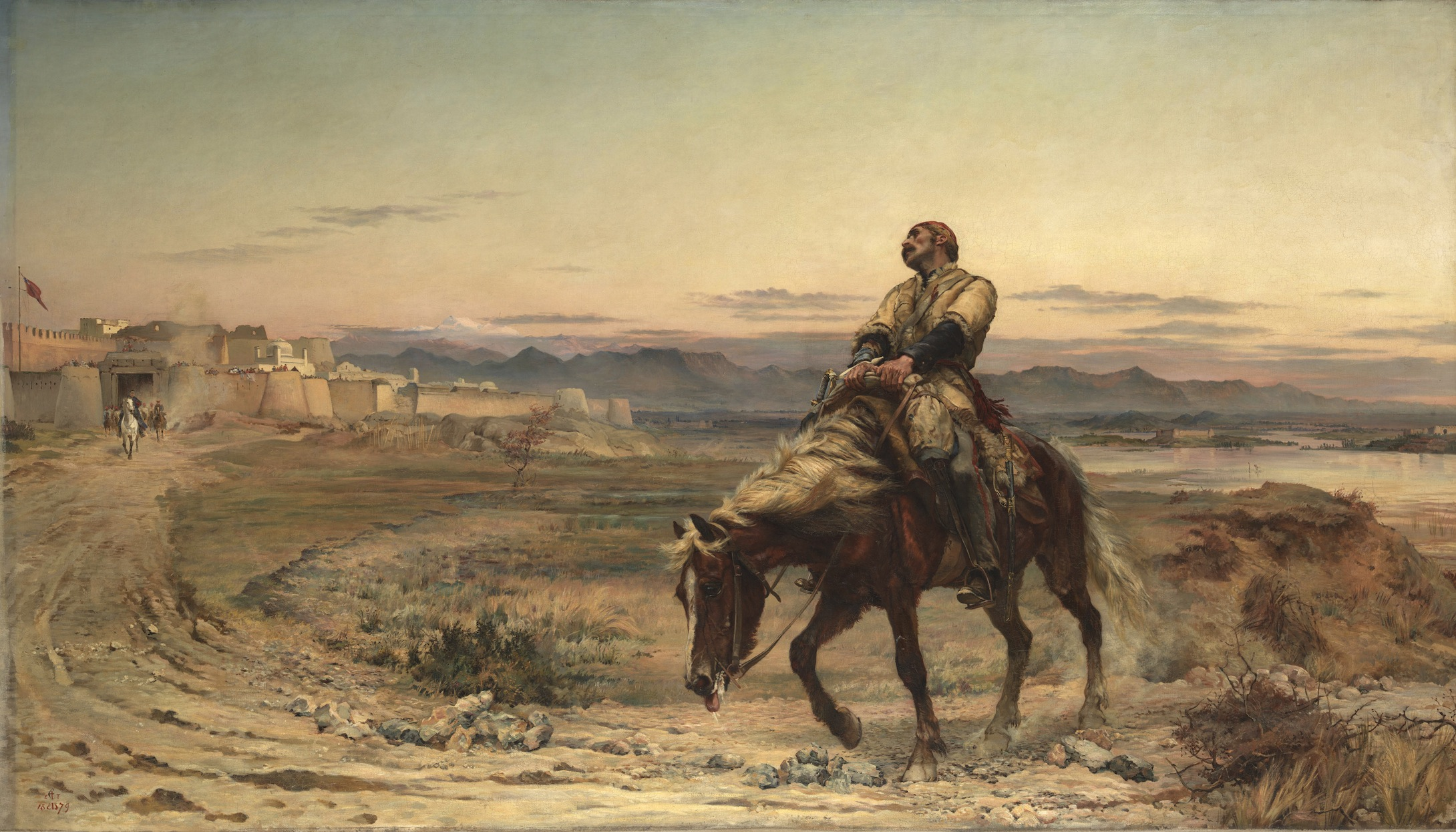
William Brydon arriva alle porte di Jalalabad

La prima guerra anglo-afghana fu un conflitto militare fra l'emirato dell'Afghanistan e le forze dell'Impero britannico che si svolse fra il 1839 ed il 1842. Fu uno dei principali conflitti che si ebbero durante il Grande gioco, la competizione fra Regno Unito e Russia per il dominio e l'influenza nelle regioni dell'Asia Centrale. La guerra inoltre portò anche una delle peggiori disfatte subite dai britannici in quella regione.
Le origini del conflitto sono da ricercare nella scelta del governatore generale dell'India, Lord Auckland, su conforme parere di Sir William Macnaghten, di reintegrare sul trono afgano Shujah Shah, del ramo Sadozai della dinastia Durrani, a discapito di Dost Mohammed, della dinastia Barakzai allora al potere in Afghanistan, anche se ciò fosse dovuto avvenire manu militari.
Nel 1838, anche a causa del ruolo di disturbo del capitano russo Jan Vitkevič, naufragarono le trattative tra Dost Mohammed e l'emissario di Lord Auckland che di lì a poco emanò il cosiddetto manifesto di Simla (1º ottobre 1838), mentre Dost Mohammed si proclamò emiro (amir-al-momenin cioè combattente della fede) dell'Afghanistan.
La campagna della cosiddetta armata dell'Indo portò alla facile conquista di Kandahar, a quella più difficile di Ghazni e alla conseguente fuga di Dost Mohammed dalla capitale afgana che così si arrese agli inglesi senza colpo ferire e assistette all'insediamento di Shujah Shah.
L'emiro afgano cercò allora rifugio nell'Hindukush ma fu inseguito dagli inglesi, cui infine, il 3 novembre 1840, si arrese. Rimase in libertà, invece, il figlio Mohammed Akbar Khan, che si rifugiò nel Turkestan e che avrebbe dato successivamente filo da torcere agli inglesi. Dost Mohammed fu quindi mandato in esilio in India.
Tuttavia, nell'autunno 1841, un po' per il protrarsi dell'occupazione britannica, un po' per la crisi economica afgana, e un po' anche per l'ira dei locali per le attenzioni eccessive che le truppe britanniche riservavano alle donne afgane, la situazione precipitò con l'esplosione violentissima a Kabul di una rivolta sanguinosa che cominciò il 2 novembre con l'assalto alla casa dell'agente politico britannico Alexander Burnes, accusato di avere relazioni sentimentali con donne afgane anche sposate e fatto a pezzi insieme al fratello Charles da una turba inferocita. Sia il capo missione Macnaghten sia il comandante militare Elphinstone sottovalutarono la gravità della situazione venutasi a creare nella capitale afgana, scegliendo di lasciare le truppe accampate in accantonamenti distanti dal più difendibile Bala Hisar ove resisteva Shujah Shah: così anche quest'ultimo fu ferito presso un avamposto degli accantonamenti ove era stato fatto rimanere. L'arrivo a Kabul del figlio di Dost Mohammed, Mohammed Akbar Khan, diede alla rivolta un capo che si segnalò per crudeltà e doppiezza, mancando ripetutamente alla parola data ai britannici e facendo massacrare a tradimento lo stesso Macnaghten nel corso della trattativa per la ritirata dall'Afganistan. Il generale Elphinstone fu invitato dai suoi ufficiali a diffidare delle promesse di Akbar e ad attaccarne subito le forze ancora abbastanza disunite, ma, non convinto, non raccolse l'invito.
Così il primo gennaio 1842 cominciò la tragica ritirata delle truppe e dei residenti britannici, ben sedicimila persone, i quali sfollarono da Kabul convinti da Akbar che avrebbero potuto raggiungere l'India senza ulteriori attacchi: morirono quasi tutti sulla strada per Jalalabad, anche a causa del gelo perché non furono muniti dell'equipaggiamento necessario per fronteggiare i rigori dell'inverno afgano.
Lungo il tragitto la colonna in ritirata fu continuamente bersagliata dagli agguati tesi dalle varie tribù appostate, i cui combattenti facevano uso dei micidiali jezail, caratteristici fucili a canna lunga. Di tanto in tanto Akbar si faceva vivo rassicurando Elphinstone che stava facendo tutto il possibile per tenere sotto controllo le tribù locali: vi fu, però, chi riferì di aver udito il capo afgano esortare i suoi combattenti a risparmiare gli inglesi in persiano, lingua conosciuta da alcuni di questi ultimi, e a massacrarli in pashtun, lingua parlata dagli afgani.
Alcuni morirono non lontano dalla salvezza, come i superstiti del 44th Regiment of Foot, massacrati presso il villaggio di Gandamak, a cinquanta chilometri da Jalalabad, la cui ultima difesa fu ritratta da William Barnes Wollen nel quadro The Last Stand of the 44th Regiment at Gundamuck; o come un gruppo di cavalieri britannici, attirati dalla promessa di cibo nel villaggio di Futtehabad, a venticinque chilometri da Jalalabad e ivi massacrati tutti salvo l'ufficiale medico William Brydon, il cui drammatico arrivo a Jalalabad fu immortalato in un famoso quadro di Elizabeth Butler, Remnants of an Army (1879).
Alla fine di marzo fu assassinato anche Shujah Shah che fino a quel momento aveva resistito all'interno del Bala Hisar.
Nell'autunno dello stesso 1842 Kabul fu riconquistata dalle truppe britanniche al comando dei generali George Pollock e William Nott.
La riconquista fu tuttavia effimera perché Dost Mohammed fu rimesso in libertà dagli inglesi, e, solo tre mesi dopo il definitivo ritiro britannico da Kabul, riapparve trionfalmente nella capitale afgana, ristabilendo rapidamente la propria autorità, col benestare tacito degli stessi inglesi.